# Villanova d'Asti
Villanova d'Asti, (Vilaneuva d'Ast en piemontès) és un municipi situat al territori de la província d'Asti, a la regió del Piemont (Itàlia).
Limita amb els municipis de Buttigliera d'Asti, Dusino San Michele, Isolabella, Montafia, Poirino, Riva presso Chieri, San Paolo Solbrito i Valfenera.
Pertanyen al municipi les frazioni de Corveglia, Gianassi, Raspino Nuovo, Raspino Vecchio, Savi, Stazione, Terrazze i Valdichiesa.

## Galeria fotogràfica

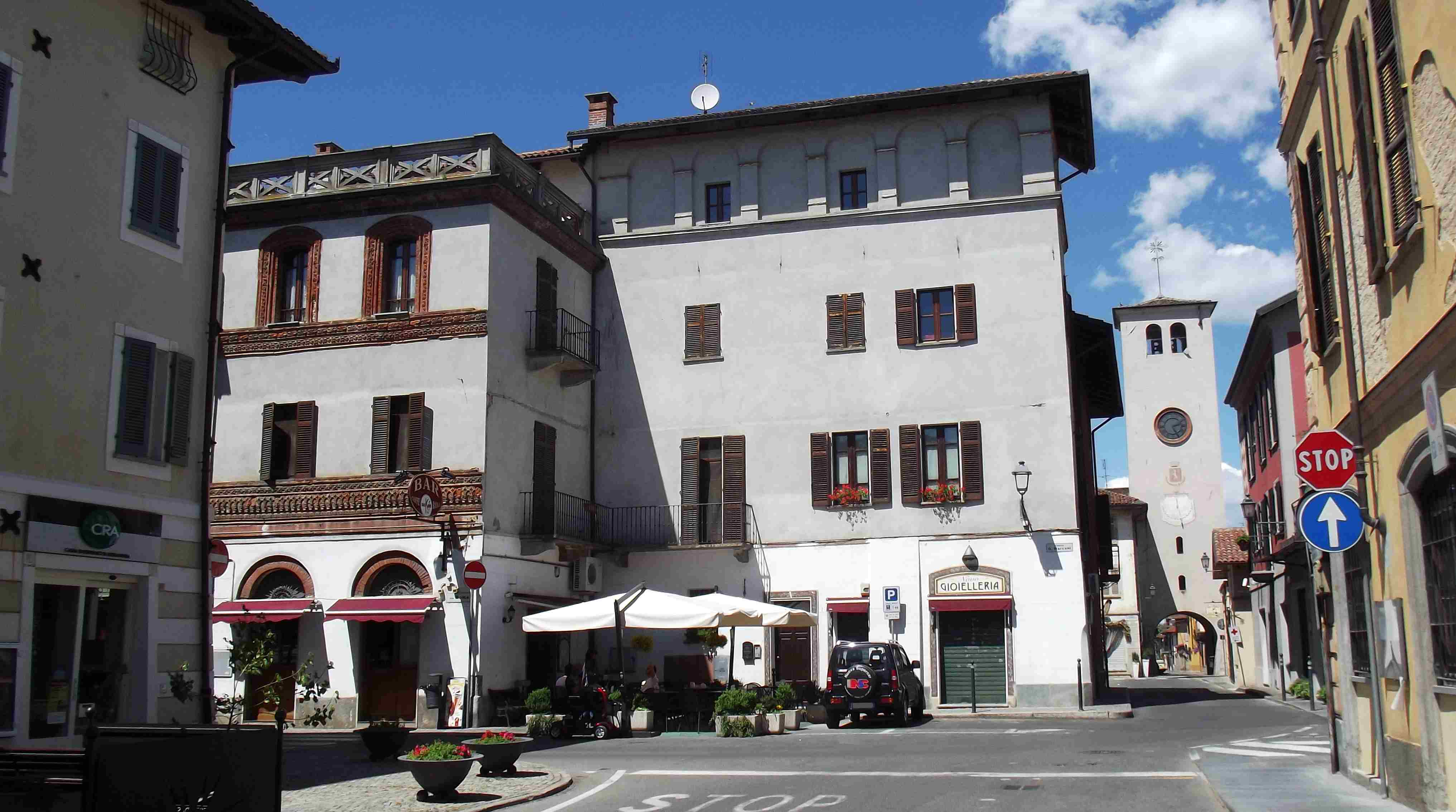
Centre històric
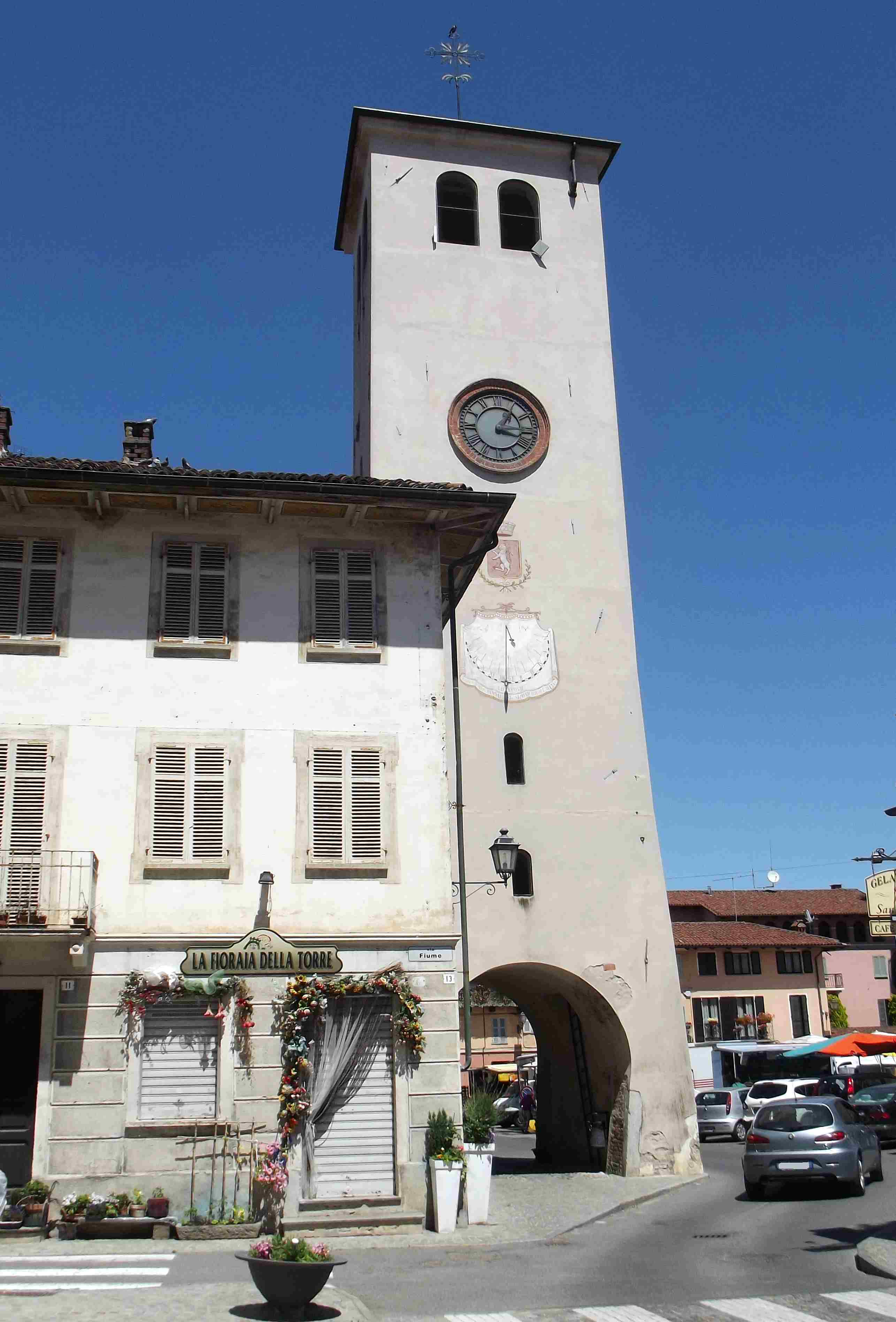
Torre cívica
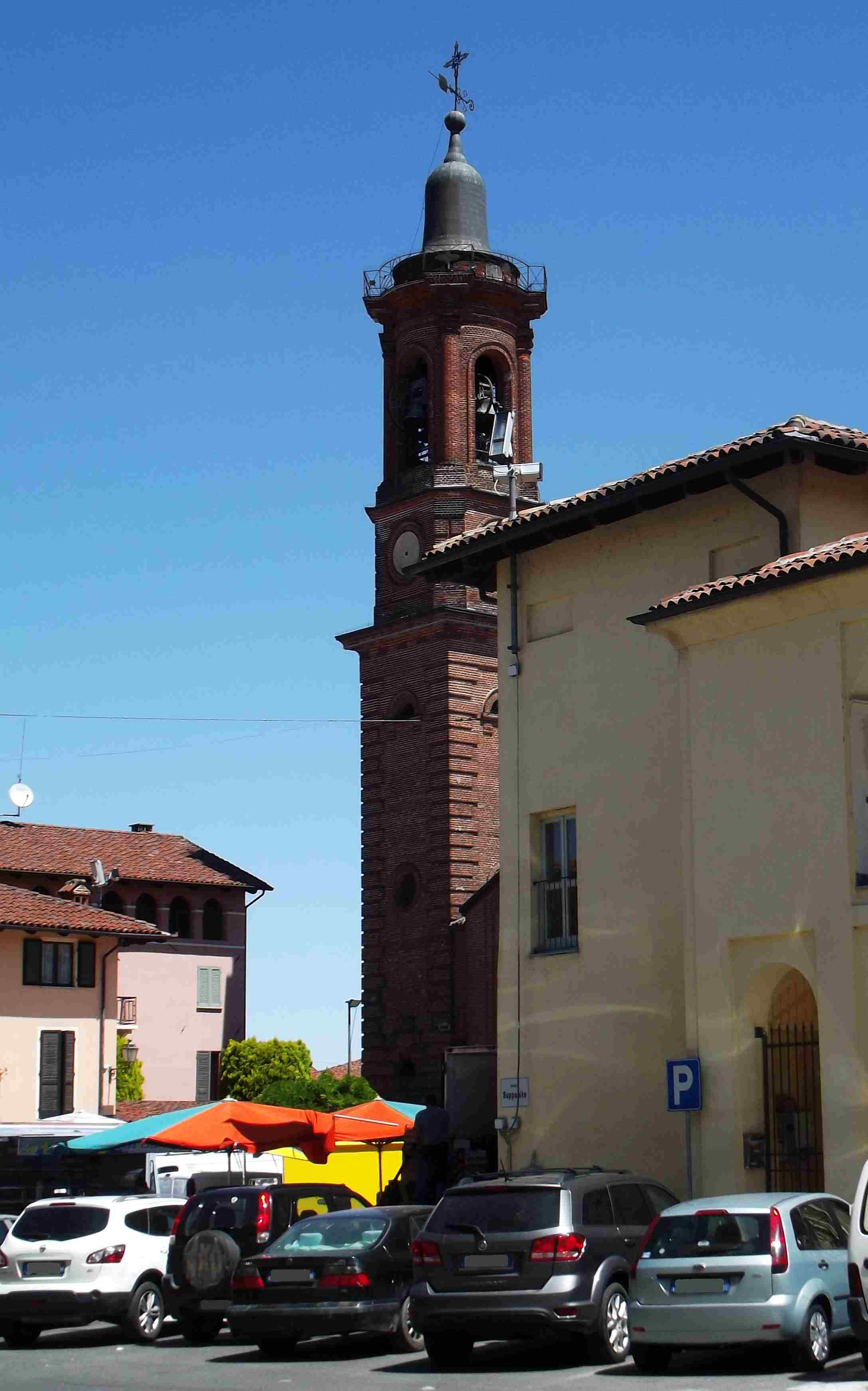
Campanar
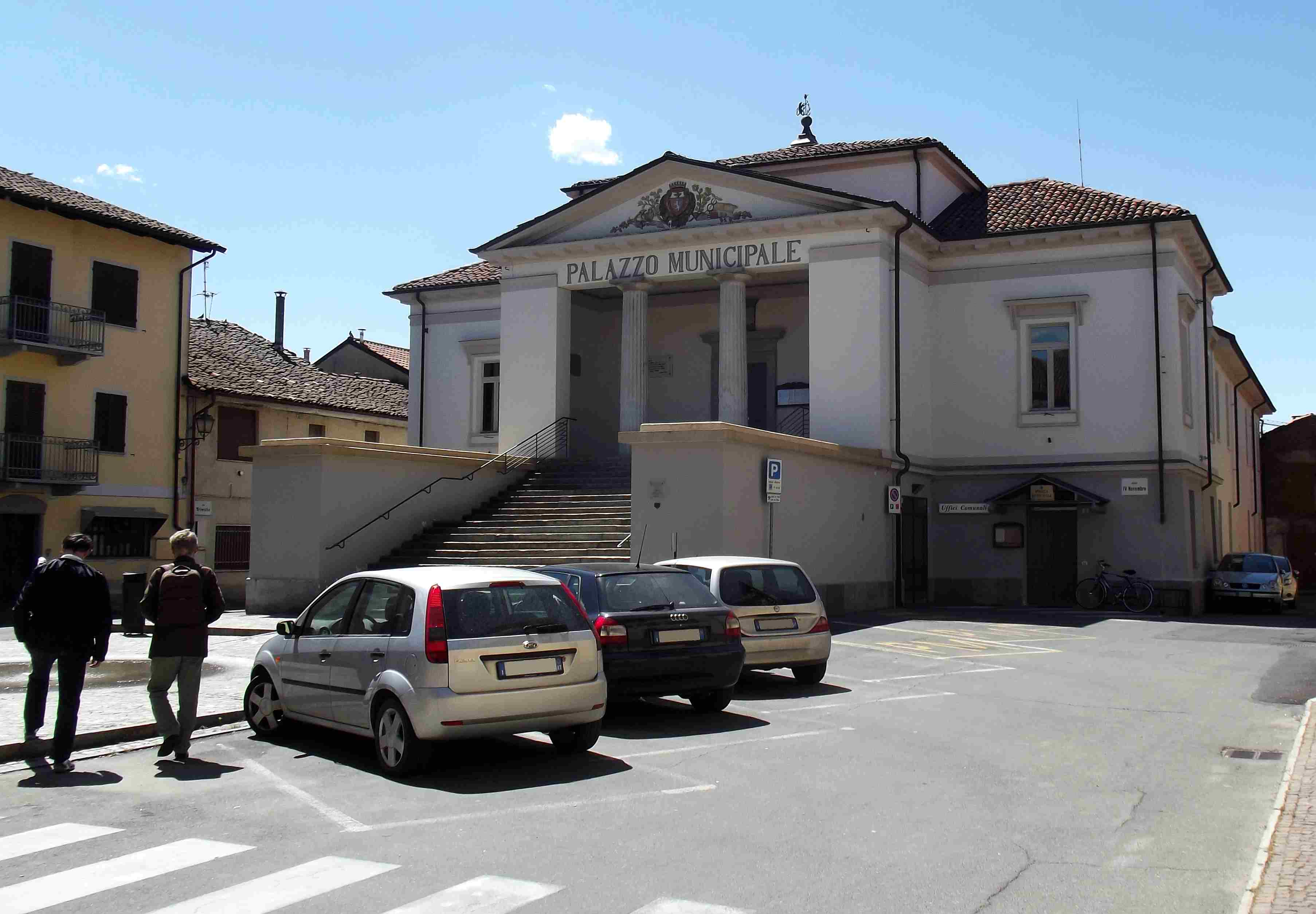
Ajuntament